# 平均运算
在代数拓扑中，拓扑空间{\displaystyle X}上的平均运算（mean operation）是{\displaystyle X}上的连续、交换、幂等的二元运算。若这个运算还是结合的，则它定义了一个半格。确定什么样的空间上允许有平均运算是一个经典的问题。例如，欧氏空间上可以定义平均运算，就是通常的向量平均值。但n维球面（n为正整数）上不行，包括圆。

## 延伸阅读
- Aumann, G., , Mathematische Annalen, 1943, 119 (2): 210–215  [2019-11-19], doi:10.1007/bf01563741, （原始内容存档于2016-03-06）.
- Sobolewski, Mirosław, , Proceedings of the American Mathematical Society, 2008, 136 (10): 3701–3707, doi:10.1090/s0002-9939-08-09414-8.
- T. Banakh, W. Kubis, R. Bonnet, , Topological Algebra and its Applications, 2014, 2 (1)  [2019-11-19], arXiv:1309.2401 , doi:10.2478/taa-2014-0002, （原始内容存档于2021-05-06）.
- Charatonik, Janusz J.,  (PDF), Topology Proceedings, 2003, 27 (1): 51–78  [2019-11-19], MR 2048922, （原始内容存档 (PDF)于2016-04-27）.